# قدمگاه حضرت علی
قدمگاه حضرت علی مربوط به اواخر دوره قاجار است که توسط جعفر قلی وزیرپناه بنا گردیده و در شهرستان خلیل‌آباد، بخش مرکزی، روستای دهنو واقع شده و این اثر در تاریخ ۲۲ مرداد ۱۳۸۴ با شمارهٔ ثبت ۱۳۱۶۷ به‌عنوان یکی از آثار ملی ایران به ثبت رسیده است.